# زوباچه
زوباچه (به لهستانی:  Zubacze) یک روستا در لهستان است که در گمینا چرمخا واقع شده‌است.